# Женсна
Женсна (пол. Rzęsna) — село в Польщі, у гміні Полчин-Здруй Свідвинського повіту Західнопоморського воєводства.
Населення — 49 осіб (2011).

## Демографія
Демографічна структура станом на 31 березня 2011 року:
|          | Загалом | Допрацездатний вік | Працездатний вік | Постпрацездатний вік |
| -------- | ------- | ------------------ | ---------------- | -------------------- |
| Чоловіки | 25      | 8                  | 17               | 0                    |
| Жінки    | 24      | 5                  | 15               | 4                    |
| Разом    | 49      | 13                 | 32               | 4                    |